# Swiss Medical Network
 (août 2016).
Si vous disposez d'ouvrages ou d'articles de référence ou si vous connaissez des sites web de qualité traitant du thème abordé ici, merci de compléter l'article en donnant les références utiles à sa vérifiabilité et en les liant à la section « Notes et références ».
Swiss Medical Network SA est un groupe de cliniques privées de Suisse comprenant, en 2014, 16 établissements médicaux, 1 300 médecins agréés et 2 500 collaborateurs. Le groupe est une filiale d’AEVIS Holding SA.

## Histoire
Le groupe a été créé en 2002.
Le nom de groupe remonte à la clinique de Genolier qui a été fondée en 1972 dans la localité vaudoise homonyme. Dans les années suivantes, de nombreux établissements ont été acquis afin de créer un réseau national de cliniques privées:
- 2002 : La clinique de Genolier est reprise par cinq actionnaires qui formeront ensuite le Genolier Swiss Medical Network SA.
- 2003 : Reprise de la clinique de Montchoisi à Lausanne, VD (fondée en 1923)
- 2005 : Rachat de la clinique Valmont à Glion, VD (fondée en 1905) et des cliniques Sainte-Anne et Garcia à Fribourg (Les deux cliniques fusionnent et deviennent la clinique générale Ste-Anne)
- 2007 : Le centre d’oncologie de Genève, unique centre de radio-oncologie privé de Genève a ouvert ses portes le 1er septembre 2007.
- 2008 : La holding change de nom. AGEN Holding devient Genolier Swiss Medical Network[1].
- 2009 : Le centre médico-chirurgical des Eaux-Vives à Genève devient une filiale à 100 % du groupe[2].
- 2010 : Rachat de la Privatklinik Bethanien à Zurich (fondée en 1912)[3]
- 2011 : Rachat de la Privatklinik Lindberg à Winterthour à 49 % (fondée en 1906)[4], coopération avec Klinik Pyramide am See à Zurich pour 20 %[5].
- 2012 : Privatklinik Obach à Soleure (fondée en 1922)[6], Clinica Ars Medica à Gravesano (fondée en 1989) et Clinica Sant‘Anna à Lugano, TI (fondée en 1922)[7], Privatklinik Lindberg AG devient une filiale à 100 % du groupe GSMN[8].
- 2013 : Rachat de la clinique de Valère à Sion, VS (fondée en 1920)[9], de l’Hôpital de la Providence à Neuchâtel (fondée en 1859)[10]  et de Privatklinik Villa im Park à Rothrist (fondée en 1984)[11]
- 2014 : Rachat de la Schmerzklinik à Bâle (fondée en 1978)[12]
- 2015 : Rachat de la clinique Montbrillant à La Chaux-de-Fonds[13]
- 2016 : Rachat de la Clinique Générale-Beaulieu à Genève